# Hergé
Georges Prosper Remi (Etterbeek, 22 de maio de 1907 — Woluwe-Saint-Lambert, 3 de março de 1983), conhecido pelo nome Hergé, foi um escritor, artista, e desenhista de banda desenhada  (português europeu) ou história em quadrinhos (português brasileiro) belga francófono. Tornou-se famoso como criador do consagrado e mundialmente conhecido personagem e herói Tintim, em As Aventuras de Tintim, que ele escreveu e ilustrou a partir de 1929 até à sua morte em 1983.

## Biografia

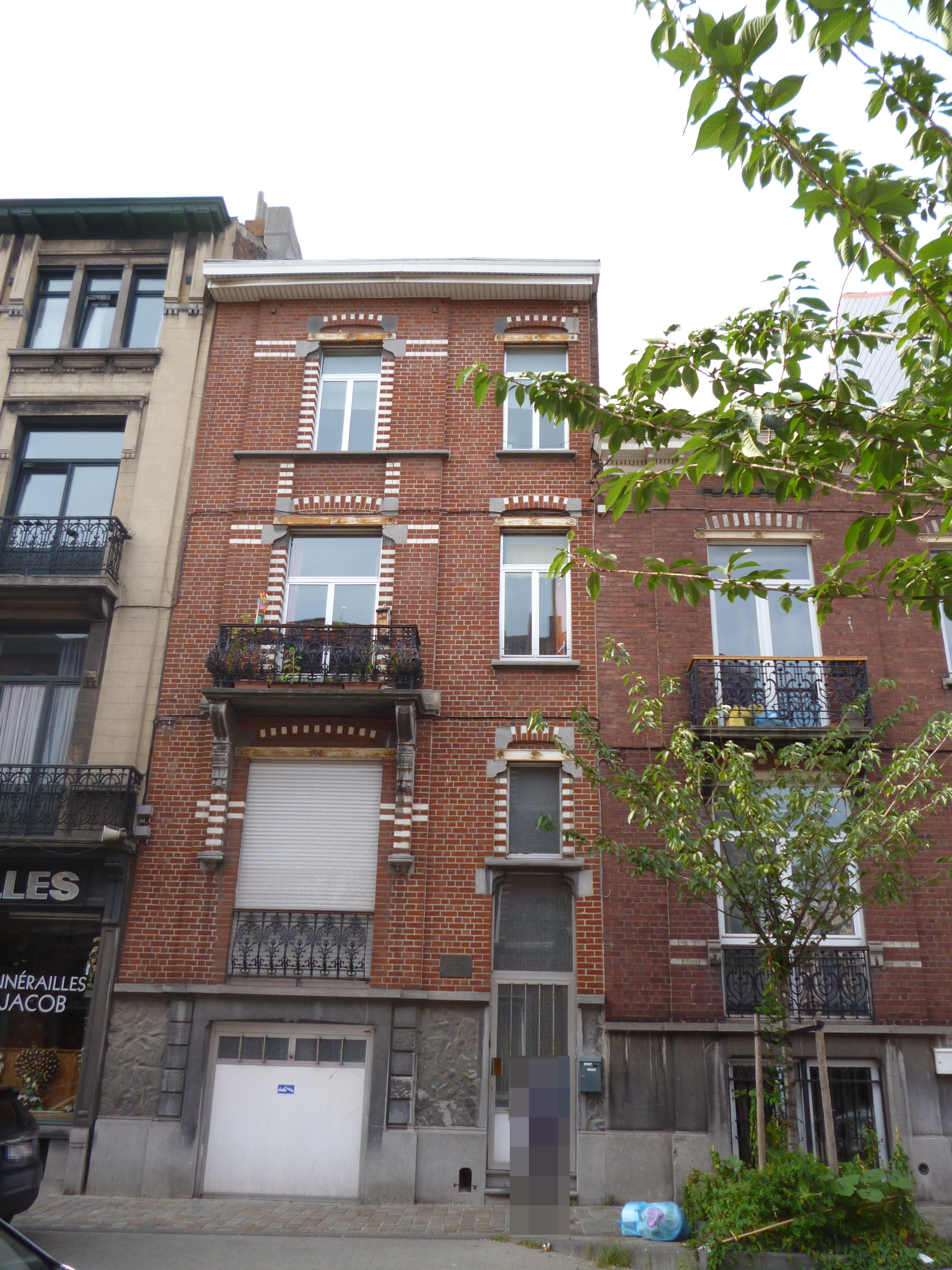
Casa do cartunista

Hergé nasceu em Etterbeek na Bélgica. A inspiração para Tintim veio, segundo declarou Hergé, do seu irmão Paul, apesar de que este assunto ainda gera polêmicas até hoje. Muitos dos principais personagens retratados nas suas histórias eram baseados em pessoas de carne e osso. Tintim nasceu em 1929.
Conhecido como o Walt Disney Europeu, Hergé criou diversos personagens além de Tintim, tais como Les Aventures de Jo, Zette et Jocko. Hergé também criou Quim e Filipe (Quick et Flupke), dois meninos que vivem aventuras urbanas. O estilo impecável de Hergé e o soberbo uso de cores levou-o a ser aclamado internacionalmente bastante tempo após a Segunda Grande Guerra.
Muitos livros de Tintim, portanto, passaram por "revisões", procurando fazer a crítica e o público esquecer-se do passado de Hergé e do conteúdo um pouco polémico de algumas de suas histórias. Contudo, tais revisões foram recebidas como ridículas por grande parte da crítica e do público, e as alterações caracterizaram-se como tentativa de fraude.
Os álbuns de Tintim, como os de outros personagens criados por Hergé, são lidos em mais de 40 línguas pelo mundo fora. Seu estilo influenciou a criação de outros personagens mais famosos dos quadrinhos, como Astérix, Lucky Luke, Blake & Mortimer e muitos outros. Os álbuns com histórias completas são um marco no desenvolvimento de histórias em quadrinhos. Os álbuns de Tintim são de uma precisão incrível, com todos os detalhes minuciosamente cuidados.

### Infância: 1907–25
Georges Prosper Remi nasceu em 22 de maio de 1907 na casa dos pais em Etterbeek, um subúrbio central de Bruxelas. O seu pai, o valão Alexis Remi, trabalhava numa fábrica de doces, enquanto que a sua mãe, a flamenga Elisabeth Dufour era dona de casa. Casados em 18 de janeiro de 1905, mudaram-se para casa própria na rua Cranz, 25 (atualmente rua Philippe Baucq, 33), na qual nasceria Hergé, embora um ano mais tarde se mudassem para outra case na rua de Theux, 34. A língua materna de Hergé foi o francês do seu pai, embora por ter crescido numa cidade bilingue também tenha aprendido flamengo e tenha adquirido o sotaque por parte da avó materna. Tal como maior parte dos belgas, a sua família pertencia à Igreja Católica Romana, embora não fossem particularmente devotos. Mais tarde Hergé viria a caracterizar a infância em Etterbeek como tendo sido dominada por um cinzento monocromático, considerando-a extremamente aborrecida. O biógrafo Benoît Peeters sugeriu que esta melancolia da infância possa ter sido exacerbada por ter sido vítima de abusos sexuais por parte de um tio materno.
Remi cultivou o gosto por cinema, em particular por Gertie the Dinosaur de Winsor McCay e pelos filmes de Charlie Chaplin, Harry Langdon e Buster Keaton. A sua obra posterior evidencia influências notáveis destes filmes em conteúdo e estilo. Embora não fosse um leitor ávido, gostava de romances de autores britânicos e norte-americanos, como Huckleberry Finn, Treasure Island, Robinson Crusoe e The Pickwick Papers, assim como os romances do francês Alexandre Dumas. Desenhando enquanto passatempo, retratava cenas do quotidiano nas margens dos livros escolares. Algumas destas ilustrações eram de soldados alemães, devido aos quatro anos de escola primária coincidentes com a Primeira Guerra Mundial, durante a qual Bruxelas se encontrava ocupada pelo Império Alemão. Em 1919, inicia o ensino secundário numa escola secular em Ixelles, embora em 1920 tenha sido transferido para a Escola de Saint-Boniface, instituição controlada pelo arcebispo na qual os professores eram padres católicos. Remi demonstrou ser um estudante exemplar, tendo recebido prémios de excelência e concluído o ensino secundário em julho de 1925 em primeiro lugar da turma.
Aos doze anos, Remi juntou-se ao agrupamento de escuteiros ligado à escola de Saint-Boniface, tendo-se tornado líder de agrupamento e recebendo a alcunha de "raposa curiosa" (renard curieux). É com os escuteiros que viaja para acampamentos de verão em Itália, Suíça, Áustria e Espanha. No verão de 1923, o seu grupo percorre 320 quilómetros ao longo dos Pirenéus. A sua experiência com os escuteiros exerceria uma influência significativa durante o resto da vida, criando o gosto pelo campismo e pela natureza e dotando-o de uma moral que privilegiava a lealdade e cumprimento de promessas. O seu dirigente nos escuteiros, Rene Weverbergh, encorajou o seu talento artístico e publicou um dos seus desenhos na revista local dos escuteiros, intitulado Jamais Assez (Nunca é suficiente). Quando Weverbergh se envolve na publicação de Boy-Scout, a revista da Federação de Escutas, publica mais algumas das ilustrações de Remi, a primeira das quais aparece no número 5, de 1922. Nos números seguintes da revista, a qual viria a ser renomeada para Le Boy-Scout Belge, Remi continuou a publicar tiras e desenhos. Durante este tempo, experimentou vários pseudónimos, entre os quais "Jérémie" e "Jérémiades", antes de se decidir por "Hergé", que corresponde à pronúncia das suas iniciais por ordem inversa (R.G.), e que apareceria pela primeira vez publicado em dezembro de 1924.

### Totore o início de carreira: 1925–28
A par das restantes ilustrações, em julho de 1926 Hergé iniciou a produção de uma tira de humor para o Le Boy-Scout Belge, Les Aventures de Totor, C.P. des hannetons, a qual continuou a ser publicada de forma intermitente até 1929. Tendo como tema as aventuras de um escuteiro líder de patrulha, a tira exibia ao início legendas ou recordatórios em uma posição inferior à imagem, mas Hergé começa a experimentar diferentes forma de transmitir a informação, entre as quais os balões. As ilustrações eram também publicadas no Le Blé qui lève ("O Trigo Que Cresce") e outras publicações da Associação Católica da Juventude Belga., e Hergé desenhou uma sobrecapa para um romance de Weverbergh, "A Alma do Mar". Sendo ainda novo e pouco experiente, Hergé procurou a orientação de um desenhador mais velho, Pierre Ickx, e juntos fundariam o Atelier de la Fleur de Lys (AFL), uma organização efémera de desenhadores cristãos.
Após ter concluído os estudos secundários em 1925, Hergé inscreveu-se na escola artística Saint-Luc, embora tenha desistido na primeira aula por ter achado o ensino aborrecido. Almejando uma posição de ilustrador a par de Ickx no Le Vingtième Siècle (O Século XX) – um jornal católico ultraconservador de doutrina e informação – não havia, porém, vagas disponíveis, tendo em vez disso arranjado um emprego no departamento de subscrições do jornal, começando aí a trabalhar em setembro de 1925. Aborrecido com este cargo, alista-se no serviço militar antes de ser convocado e, em agosto de 1926, foi mobilizado para Schaerbeek. Tendo-se juntado ao primeiro regimento de infantaria, aborrecer-se-ia também com o treino militar, tendo continuado o desenho e produção de mais episódios de Totor. Já no fim do serviço militar, em agosto de 1927, Hergé conhece o editor do Le XXe Siècle, o abade Norbert Wallez, um fascista assumido conhecido pela fotografia autografada de Benito Mussolini que conservava na sua secretária. Impressionado pelo repertório de Hergé, Wallez acedeu em lhe oferecer uma posição de repórter fotógrafo e cartunista no jornal, atitude pela qual Hergé sempre se manteve agradecido, vendo o abade como figura paternal. Complementando o trabalho com comissões para outras publicações, Hergé ilustrou uma série de textos para o suplemento infantil e para as páginas de literatura. As ilustrações deste período demonstram o seu interesse pela xilogravura e pelos primeiros protótipos do seu estilo de linha clara.

### A criação deTintimeQuim e Filipe: 1929–32

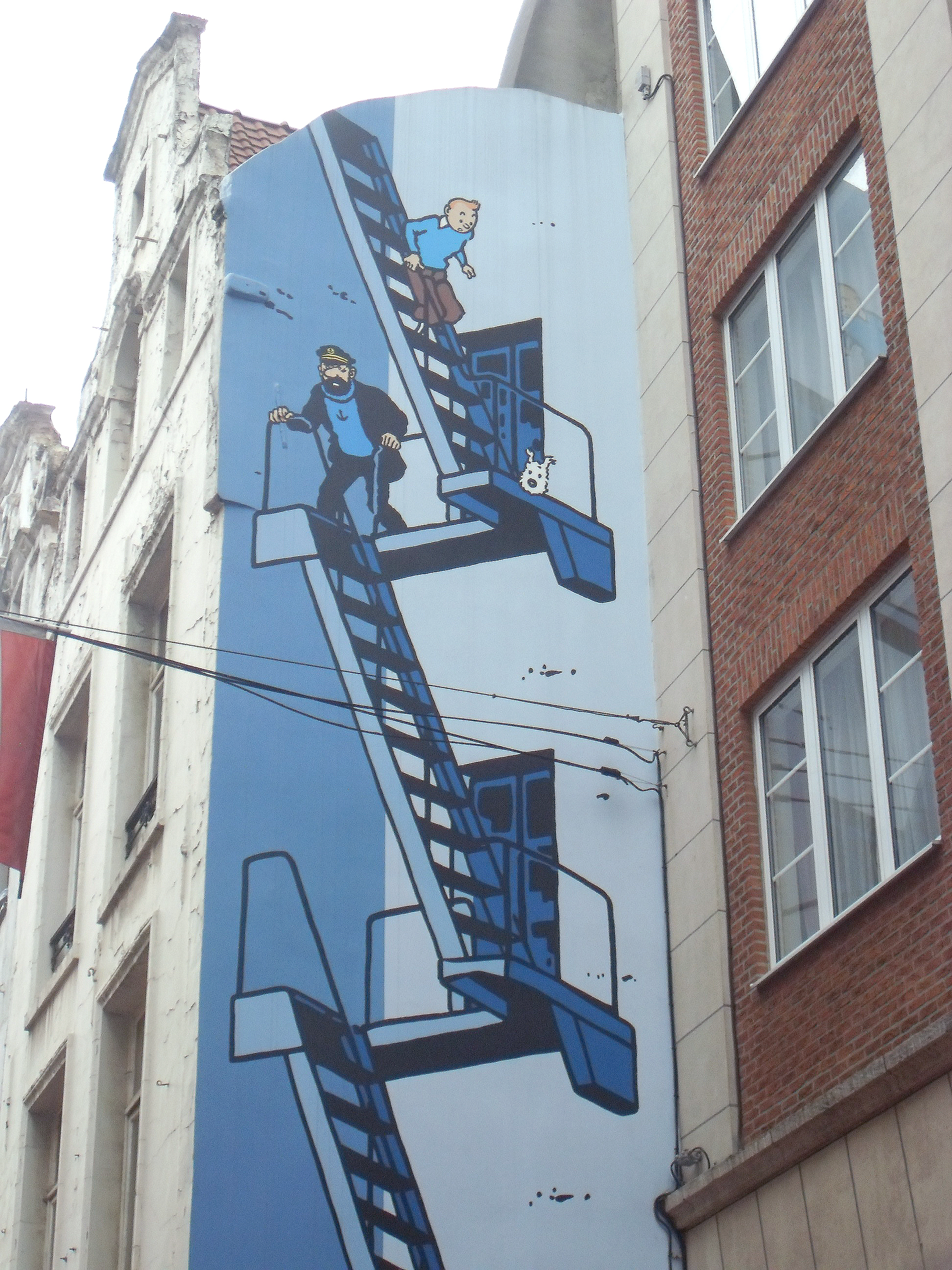
Grafite em homenagem a Tintim, localizado na Rue de l'Etuve 37, Brussels.

Dando início a uma série de suplementos do jornal, em 1928 Wallez promove a criação de um suplemento dedicado ao público infantil, Le Petit Vingtième, o qual é publicado todas as quintas-feiras em conjunto com o Le XXe Siècle. Com forte conotação católica e fascista, muito do conteúdo era explicitamente antissemítico. Hergé ilustra para a nova publicação L'Extraordinaire Aventure de Flup, Nénesse, Puosette et Cochonet (As Extraordinárias Aventuras de Flup, Nénesse, Puosette e Cochonet), uma tira de humor da autoria de um dos colunistas de desporto do jornal, a qual narrava a história de dois rapazes, uma das suas irmãs e o seu porco de borracha. Hergé mostrava-se insatisfeito e com vontade de escrever e desenhar a sua própria tira. Estava fascinado pelas novas técnicas no meio, como o uso sistemático de balões de discurso vistos na banda desenhada norte-americana, como em Bringing up Father de George McManus, Krazy Kat de George Herriman e Katzenjammer Kids de Rudolph Dirks, exemplares dos quais lhe foram enviados a partir do México pelo repórter do jornal Léon Degrelle, aí instalado para fazer a cobertura da Guerra Cristera.
Hergé cria um personagem de nome Tintim, um jovem repórter belga que viajava pelo mundo com o seu cão Milu, o qual foi inspirado grande parte no seu personagem anterior Totor e no seu próprio irmão, Paul. Degrelle mais tarde afirmou, falsamente, que Tintim tinha sido nele baseado, depois da relação entre ambos se ter degradado e terem resolvido s disputa em tribunal após Degrelle ter usado um dos seus desenhos sem permissão. Embora Hergé quisesse enviar o seu personagem aos Estados Unidos, Wallez ordenou-lhe que situasse a sua aventura na União Soviética com o intuito de fornecer propaganda anticomunista ao público juvenil. O produto final, Tintim no País dos Sovietes, foi publicado em tiras no Petit Vingtième entre 10 de janeiro de 1929 e 8 de maio de 1930. Popular na Bélgica francófona, Wallez organizou um evento publicitário na estação da Gare de Nord, após o qual organizou a publicação da história no formato de livro. A popularidade da história levou ao aumento das vendas, fazendo com que Wallez assegurasse a Hergé dois assistentes, Eugène Van Nyverseel e Paul Jamin.

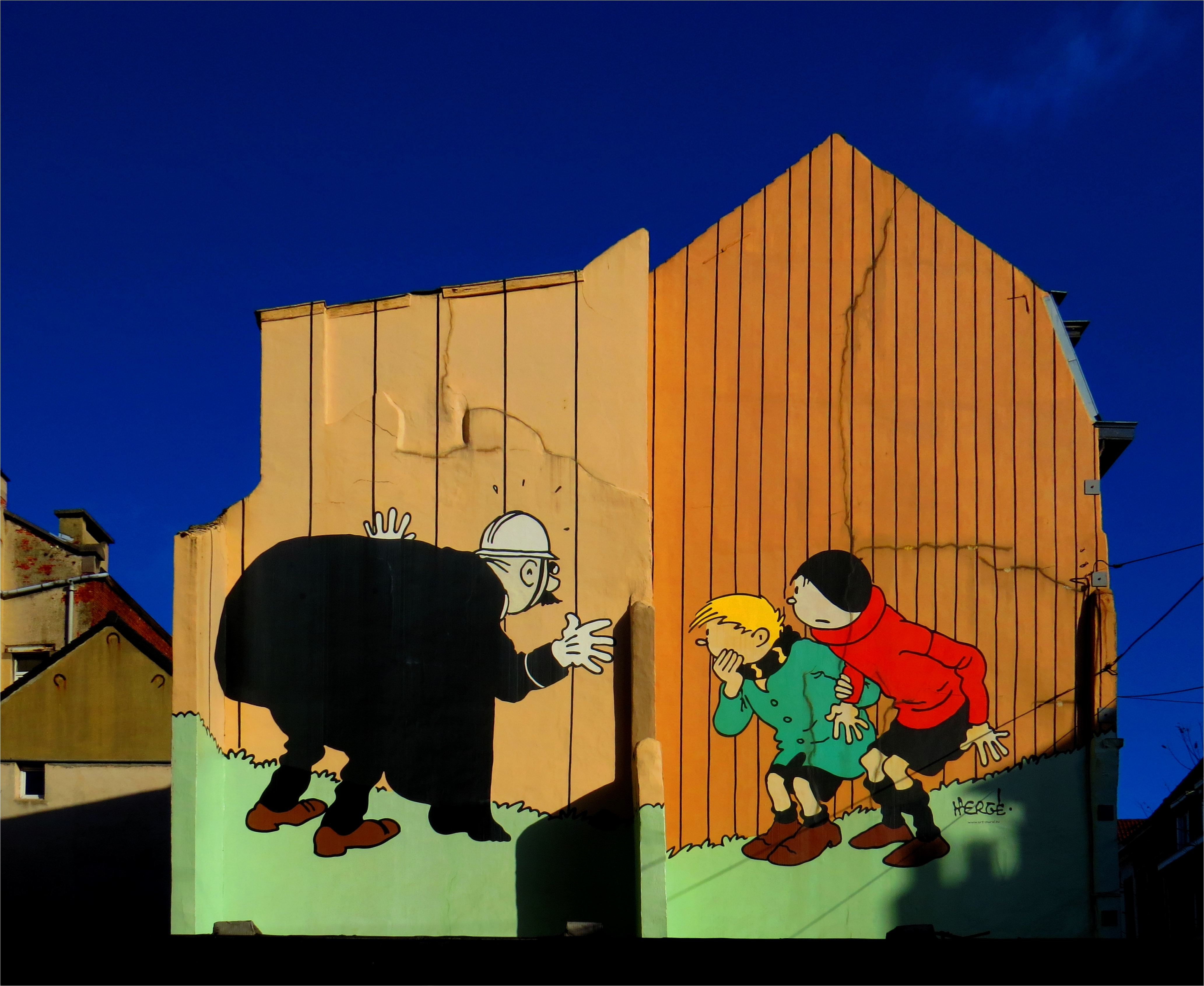
Quim e Filipe (Quick et Flupke) em um mural na cidade de Bruxelas.

Em janeiro de 1930, Hergé introduziu nas páginas do Petit Vingtième Quim e Filipe (Quick et Flupke), uma nova tira de humor sobre dois rapazes de rua de Bruxelas. Sob a direção de Wallez, teve início em junho a publicação das tiras da segunda aventura de Tintim, Tintim no Congo, concebida para encorajar o sentimento colonialista em relação ao Congo Belga. Escrito num tom paternalista que retratava os congoleses como infantilizados, em décadas posteriores a obra seria acusada de racismo, embora na época tenha sido popular e isenta de controvérsia. Para a terceira aventura, Tintim na América, publicada entre setembro de 1931 e outubro de 1932, Hergé finalmente pôde escolher um cenário, embora tenha usado a obra para impor uma agenda anticapitalista e anticonsumista de acordo com a ideologia ultraconservadora do jornal. Embora as Aventuras de Tintim fossem também publicadas no Coeurs Vaillants, jornal católico francês, Hergé recebeu também pedidos de sindicação de jornais suíços e portugueses.
Hergé procurou expandir o seu trabalho, criando Cet aimable M. Mops para as lojas Le Bon Marché, e Les aventures de "Tim" l'écureuil au Far-West para a cadeia de lojas rival L'Innovation. Em 20 de julho de 1932, Hergé casou com Germaine Kieckens, a qual foi secretária de Wallez. Embora nenhum dos dois estivesse plenamente feliz com a união, o casamento foi incitado por Wallez, que exigia que todos os seus funcionários fossem casados e que presidiu pessoalmente à cerimónia na igreja de Saint-Roch em Laeken. O casal mudou-se para um apartamento na rua Knapen em Schaerbeek. Quando Wallez foi afastado da direção do jornal após um escândalo, Hergé tentou demitir-se, mas foi encorajado a permanecer depois de um aumento salarial de 2 000 para 3 000 francos e a quantidade de trabalho reduzida, tendo Jamin assumido a responsabilidade pela gestão quotidiana do Petit Vingtième.

## Consagração

### Tintim no OrienteeJoana, João e o Macaco Simão: 1932–39

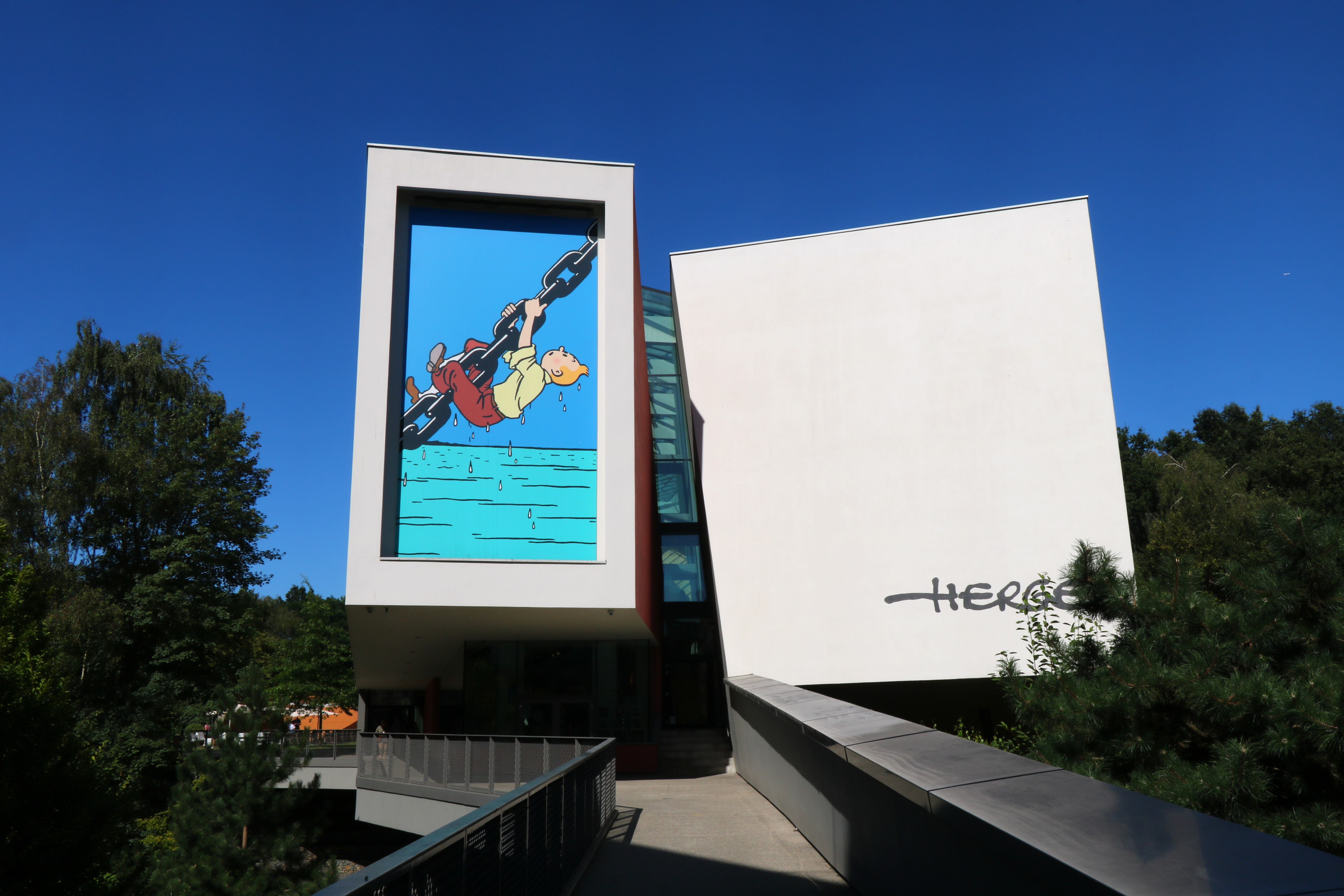
Museu Hergé, criado em 2009.

Em novembro de 1932, Hergé anunciou que no mês seguinte iria enviar Tintim para uma aventura na Ásia. Embora fosse inicialmente intitulada As Aventuras de Tintim, Repórter, no Orient, seria mais tarde renomeada para Os Charutos do Faraó. Uma história de mistério, a trama tem início no Egito antes de percorrer a Arábia e a Índia, e ao longo da qual são introduzidas as personagens recorrentes Dupond e Dupont e Roberto Rastapopoulos. Através do seu amigo Charles Lesne, Hergé foi contratado para produzir ilustrações para a Casterman, a qual propôs em finais de 1933 assumir a publicação das Aventuras de Tintim em livro, com o qual Hergé concordou. O primeiro livro publicado pela Casterman foi o volume das tiras de Os Charutos do Faraó. Continuando a promover o trabalho artístico com publicidade, em janeiro de 1934 funda a agência publicitária "Atelier Hergé" com dois sócios, embora tivesse aberto falência seis meses mais tarde. Entre fevereiro e agosto de 1934, Hergé publica no Petit Vingtième Popol et Virginie chez les lapinos, uma história com personagens animais.
Entre agosto de 1934 e outubro de 1935, o Petit Vingtième publica as tiras da próxima aventura de Tintim, O Lótus Azul, ambientada na China durante a recente Invasão japonesa da Manchúria. Hergé foi bastante influenciado na produção pelo trabalho do seu amigo Zhang Chongren, um estudante católico chinês da Académie Royale des Beaux-Arts de Bruxelas, ao qual tinha sido apresentado em maio de 1934. Zhang ensinou-lhe filosofia Taoísta, arte e caligrafia chinesa, influenciando não só o estilo artístico como também toda a sua perspetiva sobre a vida. Enquanto gesto de gratidão, Hergé acrescentou ao Lótus Azul a personagem Chang Chong-Chen, um jovem chinês que se torna amigo de Tintim. Nesta publicação, Hergé dá muito mais atenção à precisão dos eventos, o que permite criar um retrato bastante realista da China na época. O Lótus Azul é amplamente considerado a primeira obra-prima de Hergé e um momento de transição no desenvolvimento da série. A Casterman publicou as tiras em livro, insistindo também que Hergé colorisse as pranchas nas reedições de Tintim na América e de Os Charutos do Faraó Em 1936, a editora inicia também a produção de merchandise do Tintim.
Em sua homenagem foi criado, na cidade planejada belga de Louvain-la-Neuve, o Musée Hergé (Museu Hergé).

## Cronologia
Mestre do desenho e da ciência narrativa, ele deu à banda desenhada europeia toda a nobreza com que é hoje distinguida.
- 1907 Nascimento de Georges Remi em Bruxelas, dia 22 de maio.
- 1920 O jovem Georges inicia os seus estudos secundários no colégio Saint-Boniface, em Bruxelas; aborrece-se muito com as matérias.
- 1921 Entra no grupo de escuteiros do colégio onde viria a receber a alcunha de "raposa curiosa". Os seus desenhos são publicados na revista “Jamais Assez”, a revista do estabelecimento escolar e, mais tarde, em 1923, em “Le Boy-Scout Belge”, a revista mensal dos escoteiros belgas.
- 1924 É com o nome Hergé - RG, as iniciais de Remi Georges - que ele assina as suas ilustrações.
- 1925 Tendo acabado os seus estudos, Georges Remi fica empregado no jornal “Le Vingtième Siècle”, com um cargo no serviço de assinaturas.
- 1926 Criação de Totor, CP des Hannetons, prefigurando Tintim no “Le Boy-Scout Belge”.
- 1927 Georges Remi serve o exército.
- 1928 De regresso a Bruxelas, Hergé é nomeado redator-chefe do “Petit Vingtième”, suplemento semanal para jovens do “Le XXe Siècle”. O primeiro número é publicado no dia 1 de novembro. O diretor do jornal é o abade cristão Norbert Wallez
- 1929 No dia 10 de janeiro, "nascimento" de Tintim e Milu, no “Petit XXe”.
- 1930 Criação de Quim e Filipe, rapazes de Bruxelas e actores de curtas e completas histórias no “Petit Vingtième”. Publicação do primeiro álbum de Tintim: Tintim no país dos sovietes.
- 1932 Georges Remi casa-se com Germaine Kieckens, secretária do director do “Vingtième Siècle”.
- 1934 A Casa Casterman, estabelecida em Tournai (Bélgica) torna-se editora das aventuras de Tintim. O encontro de Hergé com um jovem estudante chinês, Tchang Tchong-Jen, marca um desvio decisivo. Hergé apercebe-se da importância de uma história construída solidamente e da necessidade de se documentar. Começa então a levar a sério aquilo que antes para ele não era mais do que um jogo.
- 1935 Para o semanário francês “Coeurs Vaillants”, Hergé cria uma nova série com novos heróis: Joana, João e o macaco Simão. Cinco álbuns serão publicados.
- 1939 Devido à sua tomada de posição em favor do povo chinês em O lótus azul, o criador de Tintim é convidado pela esposa de Chiang Kai-Shek a visitar a China. A guerra iminente na Europa viria a impedir essa viagem.
- 1940 No dia 10 de maio, a Bélgica é invadida por tropas alemãs. O “Vingtième Siècle” e o “Petit Vingtième” desaparecem. Tintim no país do ouro negro, então em curso de publicação, é interrompido por oito anos. Hergé começa outra história - O caranguejo das tenazes de ouro - que publica no jornal “Le Soir”, um dos poucos jornais autorizados pelos nazis a circular.
- 1942 A editora Casterman, tendo em vista a criação de álbuns padronizados (de 64 páginas e a cores), obtém de Hergé os episódios já publicados, adaptados progressivamente a estes novos modelos.
- 1944 A libertação da Bélgica, no dia 3 de setembro põe termo à publicação das aventuras de Tintim no jornal “Le Soir”. Alguns consideram que tendo publicado num jornal controlado pelos nazis, Hergé tinha "colaborado" com estes. O conteúdo racista e fascista de algumas de suas histórias reforçam e difundem essa ideia.
- 1946 Publicação, no dia 26 de setembro, do primeiro número da revista “Tintin”, um novo semanário criado para a juventude por um antigo resistente - Raymond Leblanc.
- 1950 Tendo decidido realizar Explorando a lua, um episódio das aventuras de Tintim que requeria um trabalho técnico importante, um rigor documental e uma atenção particular, Hergé junta-se com colaboradores e funda os Estúdios Hergé.
- 1955 O desenhista conclui a publicação dos primeiros álbuns já adaptados às novas normas, eliminando comentários e personagens que denotassem o carácter fascista e colonialista. Tintim, cujos álbuns se tornam um verdadeiro sucesso, é de tal modo popular que a publicidade se interessa por ele. Hergé realiza, então, uma colecção de cromos, na qual Tintim desempenha o papel de apresentador em diferentes domínios do saber.
- 1958 O episódio Tintim no Tibete é terminado, apesar de uma violenta crise pessoal de Hergé.
- 1960 Tintim faz a sua estreia no cinema e é o jovem belga Jean-Pierre Talbot que encarna o seu papel em "Tintim e o mistério do Tosão de Ouro". Mais tarde, em 1964, o actor voltaria a desempenhar o papel de Tintim em "Tintim e as laranjas azuis". Georges Remi descobre a arte contemporânea, que se torna uma verdadeira paixão para ele. Separa-se da esposa.
- 1969 Os estúdios Belvision de Bruxelas produzem um desenho animado de longa metragem a partir do álbum O templo do sol.
- 1971 Numa primeira viagem aos Estados Unidos, Hergé encontra os peles-vermelhas.
- 1973 As edições Casterman publicam o primeiro tomo dos “Arquivos Hergé”. O mítico Tintim no país dos sovietes reaparece assim, quarenta anos depois de ter desaparecido completamente das livrarias. Hergé visita a província de Taiwan, trinta e cinco anos depois do convite oficial que lhe foi feito.
- 1976 Difusão nas telas de televisão de “Moi, Tintin”, um documentário sobre o personagem e o seu criador. No dia 29 de setembro, é inaugurada uma estátua em bronze de Tintim e Milu, em Bruxelas.
- 1977 Tendo-se pronunciado o divórcio com a sua primeira esposa, Hergé casa-se, com Fanny Vlamynck.
- 1979 O Americano Andy Warhol, artista máximo e criador da Pop Art, realiza uma série de quatro retratos de Hergé. O "nascimento" de Tintim comemora-se um pouco por todo o lado. Os cinquenta anos de existência do herói fictício são também celebrados através de uma emissão de selos dedicados a Tintim, à exposição O Museu imaginário de Tintim e a publicação do álbum “Cinquante ans de travaux fort gais”.
- 1981 Reencontro emocionante entre Hergé e Tchang-Tchong-Jen, o amigo chinês que o tinha inspirado para O Lótus Azul, quarenta e cinco anos antes.
- 1982 Para festejar o 75.º aniversário de Hergé, a Sociedade Belga de Astronomia dá o seu nome a um asteroide descoberto recentemente: (1652) Hergé.

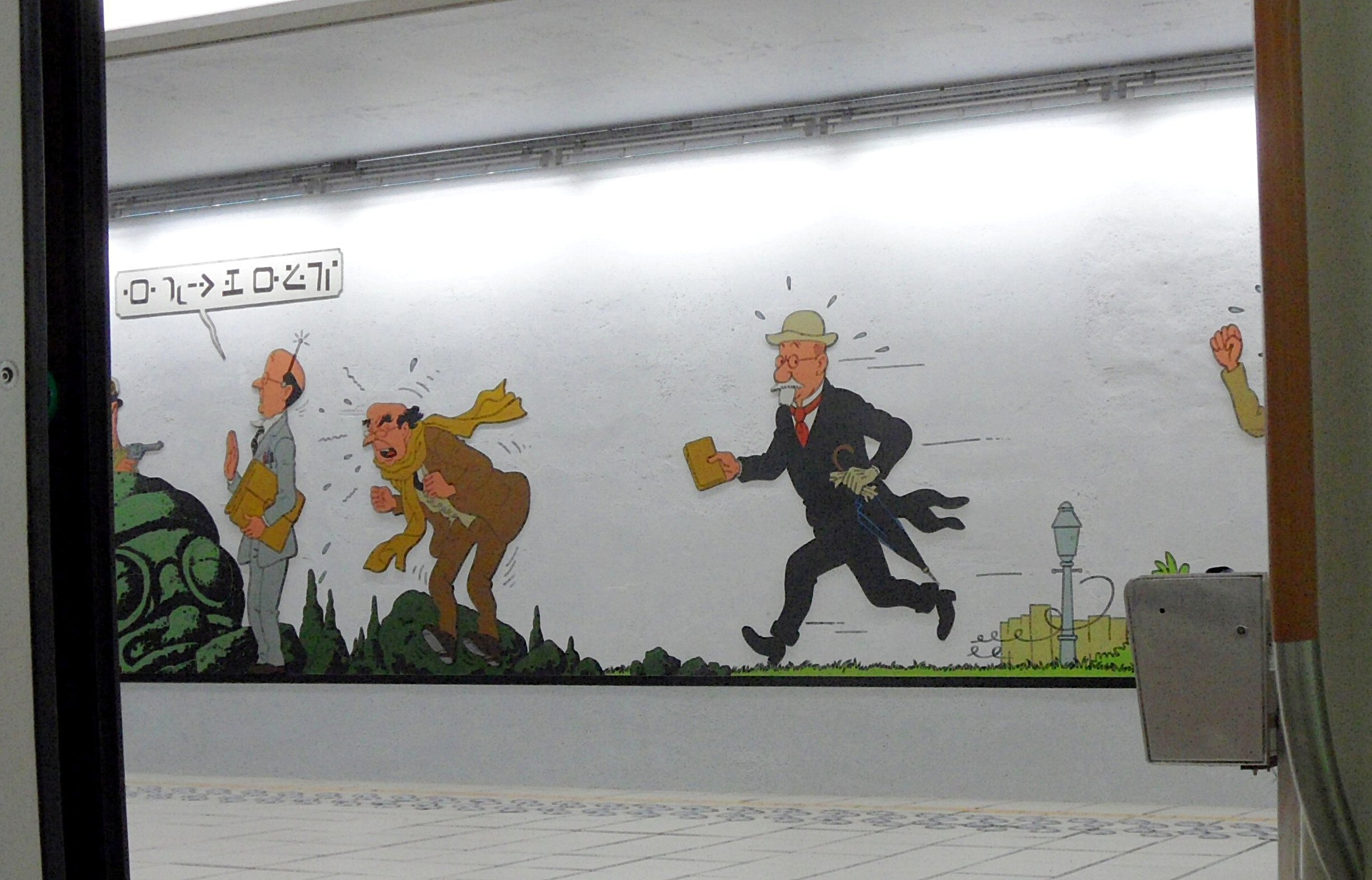
Afresco na estação de Stockel do metropolitano de Bruxelas.

- 1983 Georges Remi, Hergé, falece no dia 3 de março.
 Foi sepultado no Uccle Cemetery, Uccle na Bélgica.[96]
- 1986 Publicação do álbum “Tintin et l'Alph'Art,” última aventura de Tintim, ainda por terminar.
- 1987 Tendo Hergé manifestado a sua vontade de não confiar Tintim a um outro desenhista, a sua esposa Fanny decide substituir os Estúdios Hergé por uma Fundação Hergé.
- 1988 Inauguração, numa estação do metropolitano de Bruxelas, de um afresco de cem metros, animado pelo grupo dos personagens principais das aventuras de Tintim, a partir de um esboço de Hergé. Desaparecimento da revista Tintim.
- 1989 Inauguração, no Centro Nacional da Banda desenhada e da Imagem, em Angoulême (França), de um busto de Hergé realizado pelo escultor Tchang-Tchong-Jen. A Fundação Hergé monta uma vasta exposição intitulada “Tintin, 60 ans d'aventures”, inaugurada em Bruxelas e destinada a dar a volta ao mundo.

## Prêmios
- 1971: Adamson Awards, Suécia
- 1972: Yellow Kid "una vita per il cartooning" no festival de Lucca[98]
- 1973: Grand Prix Saint Michel, cidade de Bruxelas
- 1999: Incluído no Harvey Award Jack Kirby Hall of Fame
- 2003: Incluído no Harvey Award Hall of Fame as the Judge's choice
- 2005: Incluído no De Grootste Belg (The Greatest Belgian).

De acordo com o UNESCO Index Translationum, Hergé é o nono autor mais traduzido em língua francesa.

## Galeria
|                     |                              |
| Assinatura de Hergé | Túmulo de Hergé, em Bruxelas |

## Livros citados
- Assouline, Pierre (2009). Hergé, the Man Who Created Tintin. Oxford and New York: Oxford University Press. ISBN 978-0-19-539759-8
- Farr, Michael (2001). Tintin: The Complete Companion. London: John Murray. ISBN 978-0-7195-5522-0
- Goddin, Philippe (2008). The Art of Hergé, Inventor of Tintin: Volume I, 1907–1937. San Francisco: Last Gasp. ISBN 978-0-86719-706-8
- Lofficier, Jean-Marc; Lofficier, Randy (2002). The Pocket Essential Tintin. Harpenden, Hertfordshire: Pocket Essentials. ISBN 978-1-904048-17-6
- Peeters, Benoît (2012) [2002]. Hergé: Son of Tintin. Tina A. Kover (translator). Baltimore, Maryland: Johns Hopkins University Press. ISBN 978-1-4214-0454-7
- Thompson, Harry (1991). Tintin: Hergé and his Creation. London: Hodder and Stoughton. ISBN 978-0-340-52393-3